# Gibasis pulchella
Gibasis pulchella là một loài thực vật có hoa trong họ Commelinaceae. Loài này được (Kunth) Raf. mô tả khoa học đầu tiên năm 1837.